# Fragment de La Haye
Le Fragment de La Haye est un manuscrit en latin probablement écrit dans le nord de la France daté de la fin du Xe siècle au début du XIe siècle,. 
Il est composé de trois feuillets de parchemin fixés sur onglets à la fin d'un manuscrit conservé à la Bibliothèque nationale des Pays-Bas à La Haye sous la cote 74 J 24, où sont copiés les Gesta regum Francorum. Le texte de style épique narre les aventures de Guillaume d'Orange.